# Матрос, Дмитрий Шаевич
Дмитрий Шаевич Матрос (25 августа 1946 года, Одесса — 16 марта 2011, Челябинск) — российский учёный, доктор педагогических наук, профессор, проректор ЧГПУ по информационным технологиям.

## Биография
Родился 25 августа 1946.
Окончил Одесскую школу № 118 (1964) и Новосибирский государственный университет по специальности «Вычислительная математика» (1969).
В 1969—1971 служил в Армии.
Брат Юрия Шаевича Матроса.
С августа 1971 по март 1973 г. инженер-программист на Петропавловском заводе тяжелого машиностроения. С марта 1973 г. по декабрь 1994 г. работал в Петропавловском педагогическом институте: преподаватель, старший преподаватель, зав. кафедрой информатики.
С 1 декабря 1994 года — заведующий кафедрой ИВТ (информатики и МПИ) Челябинского государственного педагогического университета (ЧГПУ).
Декан факультета информатики ЧГПУ (1997—2008).
Проректор по информационным технологиям ЧГПУ (2008—2011).
Кандидат (1980), доктор (1992) педагогических наук, профессор (1994).
Действительный член Международной академии информатизации (1998).
Умер после тяжелой продолжительной болезни 16 марта 2011 года при хирургической операции по удалению рака легких
Публикации:
- Применение ЭВМ в управлении учебным процессом. Алма-Ата, 1990;
- Как оптимизировать распределение учебного времени. М., 1993;
- Управление качеством образования на основе новых информационных технологий и образовательного мониторинга. М., 2000.
- Информатизация общего среднего образования. — М.: Педагогическое общество России, 2004. — Всего страниц: 384
- Теория алгоритмов: учебник [для вузов по специальности 050202.65 (030100) Информатика]. Дмитрий Шаевич Матрос. Бином. Лаб. знаний, 2008 — Всего страниц: 202
- Менеджмент качества в школе на основе стандартов ГОСТ Р ИСО 9000-2001, новых информационных технологий и образовательного мониторинга. — М.: Центр педагогического образования, 2008 — Всего страниц: 288

## Сфера научных интересов
Сфера научных интересов Д. Ш. Матроса — теоретическая информатика, информатизация образования, управление качеством образования, образовательный мониторинг.
Автор и научный редактор более 100 работ, в том числе монографий и учебников в таких областях, как:
- Информатизация общего среднего образования;
- Управление качеством образования;
- Управление качеством образования на основе новых информационных технологий и образовательного мониторинга;
- Использование ЭВМ в ходе учебного процесса и его управлении;
- Управление современной школой;
- Информационная модель школы;
- Менеджмент качества в школе на основе стандартов серии ГОСТ Р ИСО 9000-2001, новых информационных технологий и образовательного мониторинга;
- Элементы абстрактной и компьютерной алгебры;
- Теория алгоритмов.

Д. Ш. Матрос являлся крупнейшим специалистом в области создания электронных образовательных ресурсов и информационных и коммуникационных технологий в образовании. Им введено в теорию определение новых информационных технологий, как педагогической категории, а не просто применение компьютеров. Под руководством Д. Ш. Матроса разработана уникальная система электронных образовательных ресурсов для школ: электронные модели учебников с полным педагогическим мониторингом, психологический мониторинг и мониторинг здоровья, автоматизированное рабочее место руководителя школы, полные муниципальный и региональный мониторинги. На этой основе создана единственная в стране системная информационно-образовательная среда школы.
Разработанный им подход позволил наиболее полно использовать педагогические возможности современных компьютеров — впервые в истории компьютер сам, без вмешательства человека решает важнейшие педагогические задачи: оптимизация распределения учебного времени, прогнозирование результатов процесса обучения, оптимальный выбор методов и форм работы на уроке, дифференцированный подход к учащимся, построение системы уроков. Таким образом, компьютер превращается из ТСО в интеллектуального помощника учителя и руководителя школы. Эти разработки удостоены Диплома первой степени на Международных конференциях «Информационные технологии обучения»-2002, 2004, 2005, 2006.
Под руководством Д. Ш. Матроса разработаны и успешно внедрялись в практику школ России (более двухсот школ) проекты «Управление качеством образования на основе новых информационных технологий и образовательного мониторинга» и «Информатизация общего среднего образования». Базовая школа проектов — МОУ СШ № 89 г. Челябинска — в 2004 году удостоена звания «Лучшая школа России» на Образовательном форуме в г. Москве.

## Награды
- В 1987 году награждён знаком Отличник народного просвещения Казахской ССР
- В 1991 году награждён медалью Нагрудный знак «Ибрай Алтынсарин»
- В 2000 году присвоено звание Почётный работник высшего профессионального образования Российской Федерации
- В 2004 году награждён медалью ордена За заслуги перед Отечеством II степени